# Carl Fredrik Fredenheim
Carl Fredrik Fredenheim (7. april 1748 i Åbo – 6. november 1803 i Stockholm) var en svensk embedsmand og kunstkender, søn af ærkebiskop Carl Fredrik Mennander. 
Ansat i diplomatiet blev den kunstinteresserede, højtdannede mand af kong Gustaf III betroet særlig tjeneste for at tilvejebringe kunstsamlinger m.m. og foretog lange udenlandsrejser, især til Italien og Rom, hvor han 1788-89 deltog i undersøgelser angående Forum. 
Han hjembragte til kongen store samlinger: antikke marmorværker, mønter, medailler, historisk stof som afskrifter af pavebuller vedrørende Sverige, osv., og blev "intendent", bestyrer, bl.a. af de samlinger, der som "Kongens Museum" 1794 blev offentligt eje. Samme år udgav han en række afbildninger af antikke marmore. 